# 惠夕蕊
惠夕蕊（1994年1月4日—），中国女子羽毛球运动员。

## 簡歷
2011年7月，惠夕蕊代表国家队參加印度勒克瑙舉行的亞洲青年羽毛球錦標賽，贏得女子單打比賽季軍。
2015年7月，惠夕蕊代表中国（苏州科技学院）出戰韓國光州市舉行的世界大學生運動會羽毛球比賽，贏得混合團體銀牌。

## 主要比賽成績
只列出曾進入準決賽的國際賽事成績：
| 年份   | 賽事                     | 公開賽級別 | 項目     | 成績              |
| ------ | ------------------------ | ---------- | -------- | ----------------- |
| 2011年 | 亞洲青年羽毛球錦標賽     | 其他       | 混合團體 | 冠軍              |
| 2011年 | 亞洲青年羽毛球錦標賽     | 其他       | 女子單打 | 季軍              |
| 2013年 | 荷蘭羽毛球大獎賽         | 大獎賽     | 女子單打 | 準決賽            |
| 2014年 | 中國羽毛球國際挑戰賽     | 國際挑戰賽 | 女子單打 | 亞軍              |
| 2014年 | 中國羽毛球大師賽         | 黃金大獎賽 | 女子單打 | 準決賽            |
| 2015年 | 中國羽毛球大師賽         | 黃金大獎賽 | 女子單打 | 亞軍              |
| 2015年 | 世界大學運動會羽毛球比賽 | 其他       | 混合團體 | 銀牌 （取消資格） |
| 2016年 | 中國羽毛球國際挑戰賽     | 國際挑戰賽 | 女子單打 | 冠軍              |
| 2017年 | 樂魚羽毛球國際挑戰賽     | 國際挑戰賽 | 女子單打 | 冠軍              |

| 2007-2017年 | 首要超級賽 | 超級賽 | 黃金大獎賽 | 大獎賽 | 國際挑戰賽 | 國際系列賽 | 未來系列賽 | 其他 |

| 2018-2026年 | 總決賽 | 超級1000賽 | 超級750賽 | 超級500賽 | 超級300賽 | 超級100賽 | 國際挑戰賽 | 國際系列賽 | 未來系列賽 | 其他 |

## 備註
1. ↑  2015年11月，中國隊成員于小含在大运会上進行的兴奋剂A瓶尿检結果呈阳性，违禁药品为西布曲明，其所奪的两枚银牌被取消[4]。